# Albane Dubois
Pour les articles homonymes, voir Dubois.
Albane Dubois, née le 1er avril 1992 à Roubaix, est une marin française qui participe notamment à l'épreuve de voile des Jeux olympiques en 2021.

## Palmarès
Avec sa coéquipière Lili Sebesi en 49er FX, Albane Dubois obtient une médaille de bronze lors de l'étape de coupe du monde de voile 2017 à Santander. Le duo se classe 9e aux Jeux olympiques de Tokyo 2020.